# Linia kolejowa nr 418
Linia kolejowa nr 418 – jednotorowa, niezelektryfikowana linia kolejowa znaczenia miejscowego łącząca stację Sławno z Darłowem.
Linia pierwotnie rozpoczynała się na stacji Korzybie i miała długość 34,590 km. Obecnie (2023) na odcinku Korzybie – Sławno linia jest rozebrana.

## Historia
- 15 listopada 1878 – Otwarcie linii Korzybie – Darłowo[potrzebny przypis]
- 1 sierpnia 1991 – Zamknięcie dla ruchu pasażerskiego odcinka Korzybie – Sławno
- 1 września 1991 – Zamknięcie dla ruchu pasażerskiego odcinka Sławno – Darłowo
- 1997 – Rozebranie odcinka Korzybie – Sławno
- 2001 – Zamknięcie dla ruchu towarowego odcinka Sławno – Darłowo
- 2002 – Remont generalny odcinka Sławno – Darłowo oraz wznowienie ruchu towarowego
- 20 czerwca 2005 – Przywrócenie ruchu pasażerskiego na odcinku Sławno – Darłowo
- 11 grudnia 2011 – Zamknięcie ruchu pasażerskiego na odcinku Sławno – Darłowo
- 24 czerwca 2017 – 3 września 2017 – Wznowienie ruchu pasażerskiego na okres wakacyjny[3]
- wrzesień 2018 – Uruchomienie całorocznego ruchu pociągów z uwagi na duże zainteresowanie podróżnych[4]

Nazwy miejscowości przed 1945 r., przez które przebiega linia kolejowa:
- Zollbrück (Pommern) → Korzybie
- Quasdow → Gwiazdówko
- Marienthal → Pomiłowo
- Schlawe → Sławno
- Rötzenhagen → Boleszewo
- Neu Järshagen → Nowy Jarosław
- Schöningswalde → Sińczyca
- Forsthaus Rügenwalde → Darłowiec
- Rügenwalde → Darłowo